# 島津以久
島津以久（日语：／ Shimazu Mochihisa，1550年8月2日—1610年5月31日）是日本戰國時代至江戶時代初期的武將、大名。日向國佐土原藩初代藩主。父親是島津忠將。

## 生平
在天文19年6月20日（1550年8月2日）出生。作為島津氏一族，受島津義久重用。根據《豐臣鎮西軍記》中記載為島津右馬頭政久，是肥後口的島津軍大將。
天正6年（1578年），在耳川之戰中奮戰並立下武功。慶長8年（1603年），被賜予在關原之戰中戰死的島津豐久的舊領日向國佐土原3萬石，並成為佐土原藩初代藩主。因為天下普請的命令而前往篠山城築城，在上洛途中病死（有異説）。因為此時受到大雲院的住職照顧，佐土原藩島津氏由曹洞宗改為淨土宗。繼承人是三男忠興。